# Berniniella tenuis
Berniniella tenuis är en kvalsterart som beskrevs av Gordeeva och Melamud 1991. Berniniella tenuis ingår i släktet Berniniella och familjen Oppiidae. Inga underarter finns listade.